# Нивин, Юрий Серафимович
Юрий Серафимович Ни́вин (17 апреля 1945, Петрозаводск, Карело-Финская ССР, СССР — 11 июля 2007, там же, Республика Карелия, Россия) — заслуженный врач Республики Карелия, художник, автор герба Республики Карелия.

## Биография
Родился в семье заместителя начальника Кировской железной дороги и учительницы. В детстве занимался в кружке на станции юных техников, в старших классах был репортёром и диктором на Петрозаводской радиостанции «Юность», играл на контрабасе и трубе, увлекался живописью.
Будучи студентом медицинского факультета Петрозаводского государственного университета, начал работать в области промышленного дизайна в художественном фонде Союза художников Карельской АССР. Работы Юрия Нивина — сувениры из дерева — принимали участие в зональных выставках «Советский Север» в Кирове и Петрозаводске, экспозиции «Советская Россия» в московском Манеже, на Всемирной выставке «Экспо-67» в Монреале. На основе карельского этнографического материала он создал более 80-ти эталонов сувенирной продукции для Петрозаводской фабрики «Карельские сувениры». Является автором первой этикетки «Карельского бальзама». В 1968 году был принят в Союз художников СССР.
С 1968 года, по окончании университета, в течение сорока лет работал в Республиканской больнице имени В. А. Баранова, заведующим физиотерапевтическим отделением.
Известен как заслуженный врач Республики Карелия и автор 14 атрибутов государственной власти Республики Карелия: герба Республики Карелии, гербового флага, настенного штандарта выполненного в технике золотого шитья в художественных мастерских Софрино, правительственной трибуны, церемониального столика, знака «За заслуги перед Республикой Карелия» и других.